# Compass Group
Compass Group plc es una empresa multinacional británica de servicios de restauración, limpieza, gestión de la propiedad y servicios de apoyo con sede central en Chertsey, Surrey.

## Historia en España

### Historia de la compañía
La compañía, a través de la Sociedad Española de Restauración y Hostelería, comienza a operar en 1965, en el restaurante del Club Náutico de Tarragona, y tres años después consigue una gestión aeroportuaria en concurso público. Posteriormente, en la década de los 80, expande su negocio al sector educativo y al sanitario. En 1991, el grupo hotelero francés Accor compra la empresa y, con el nombre de Eurest, genera dos líneas de negocio: cáterin de empresas, colegios y hospitales por un lado y cáterin aéreo por otro. Cuatro años después, en 1995, la multinacional de restauración colectiva, Compass Group, adquiere la empresa. A comienzos del siglo XXI amplía sus servicios a residencias de la tercera edad, atención a personas dependientes y cáterin de alto nivel.

### Operaciones y negocios
Compass Group España opera bajo la marca Eurest. A su vez, divide los servicios concretos en los siguientes segmentos operativos: 
- Eurest: sector empresarial
- Scolarest: sector educativo
- Medirest: sector sanitario
- Vitarest: comida a domicilio para dependientes
- Vilaplana Cáterin: cáterin de eventos
- Gow: carritos móviles

En Cataluña y País Vasco cuenta con una estructura propia a través de Eurest Catalunya y Eurest Euskadi.
En marzo de 2021 ha presentado un ERE en España despidiendo a 430 trabajadores.

### Asuntos corporativos
Compass Group España ha incorporado una línea de negocio vinculada a actividades deportivas y de ocio, que en otros mercados ya está desarrollada y a través de la que presta servicios de restauración en eventos como la Superbowl o en el torneo de tenis de Wimbledon. 
Por otro lado, el proyecto social del grupo se canaliza a través de la Fundación Eurest.